# Nekrolog November 2015
Nekrolog
◄◄
| ◄
| 2011
| 2012
| 2013
| 2014
| 2015 | 2016 | 2017 | 2018 | 2019 | ► | ►►
Januar |
Februar |
März |
April |
Mai |
Juni |
Juli |
August |
September |
Oktober |
November |
Dezember 2015
Weitere Ereignisse | Allgemeiner Nekrolog 2015
Die Beschreibung der verstorbenen Person sollte so kurz wie möglich gehalten sein und nur deren signifikante Tätigkeit(en) enthalten.
Neue Namen ggf. auch unter dem Geburts- und Sterbedatum, also etwa unter 1. Januar und im Geburts- und Sterbejahr (2024) eintragen (nur bei entsprechender großer Wichtigkeit). Für Beispiele siehe die schon vorhandenen Artikel.
Außerdem über die fünf zuletzt Verstorbenen, zu denen es einen ausreichend guten Artikel für eine Präsentation auf der Hauptseite gibt, nach der todesbedingten Überarbeitung der Artikel ggf. auch unter Wikipedia Diskussion:Hauptseite informieren und sie am besten auch in den anderen Wikipedia-Sprachversionen eintragen. Tipp: Regelmäßig bei news.google.de nach „ist tot“, „gestorben“ oder „verstorben“ suchen.
Wenn eine Person gestorben ist, gibt es viele Seiten zu dieser Person in der Wikipedia, die davon auch betroffen sind und entsprechend aktualisiert werden müssen. Beispiele: Namenübersichtsseite, Geburtsjahr, Geburtsort-Seiten und viele mehr.
Wie finde ich die betroffenen Seiten?
Im Suchfeld auf der linken Seite gibt man den Suchbegriff so ein: „Vorname Nachname“. Dann klickt man auf Volltext und alle Seiten mit entsprechendem Suchtext werden aufgerufen. Hier sieht man dann schnell, wo auch das Todesjahr Sinn macht oder sogar ein Teil des Artikels angepasst werden muss. Auch hilft das „Werkzeug“ auf der linken Seite sehr gut, um solche Seiten aufzufinden: „Links auf diese Seite“. Somit ist die Wikipedia wieder aktuell in allen Bereichen! Hinweis: bei Eintragung der Kategorie „Gestorben JAHR“ wird der Missbrauchsfilter 49 ausgelöst, was jedoch nicht schlimm ist. Siehe: Spezial:Missbrauchsfilter/49
Dies ist eine Liste von im November 2015 verstorbenen bekannten Persönlichkeiten. Die Einträge erfolgen innerhalb der einzelnen Daten alphabetisch sortiert. Tiere sind im Nekrolog für Tiere zu finden.

## November
| Tag          | Name                                       | Beruf, bekannt als                                                             | Alter | Beleg |
| ------------ | ------------------------------------------ | ------------------------------------------------------------------------------ | ----- | ----- |
| 30. November | Ulf Axén                                   | schwedischer Filmarchitekt                                                     | 82    |       |
| 30. November | Pío Caro Baroja                            | spanischer Filmregisseur, Drehbuchautor und Schriftsteller                     | 87    |       |
| 30. November | Minas Chatzisavvas                         | griechischer Schauspieler und Drehbuchautor                                    | 67    |       |
| 30. November | Ilse Hass                                  | deutsche Schlagersängerin                                                      | 92    |       |
| 30. November | Walter Hilsbecher                          | deutscher Schriftsteller                                                       | 98    |       |
| 30. November | Gerrit Holdijk                             | niederländischer Politiker                                                     | 71    |       |
| 30. November | Sergei Jaschkulow                          | sowjetischer bzw. russischer Schauspieler                                      | 75    |       |
| 30. November | Marcus Klingberg                           | israelischer Agent                                                             | 97    |       |
| 30. November | Lilija Konowalowa                          | sowjetische Volleyballspielerin                                                | 82    |       |
| 30. November | Franz Krautwurst                           | deutscher Musikwissenschaftler und Hochschullehrer                             | 92    |       |
| 30. November | Otto Lüderitz                              | deutscher Immunologe                                                           | 95    |       |
| 30. November | Marjorie Oludhe Macgoye                    | britisch-kenianische Dichterin und Schriftstellerin                            | ≈87   |       |
| 30. November | Fatima Mernissi                            | marokkanische Soziologin und Autorin                                           | 75    |       |
| 30. November | Shigeru Mizuki                             | japanischer Manga-Zeichner                                                     | 93    |       |
| 30. November | Günter Patoczka                            | österreichischer Maler und Bühnenbildner                                       | 59    |       |
| 30. November | Eldar Rjasanow                             | sowjetischer bzw. russischer Filmregisseur                                     | 88    |       |
| 30. November | Steve Shagan                               | US-amerikanischer Schriftsteller, Drehbuchautor und Filmproduzent              | 88    |       |
| 29. November | Claire Aho                                 | finnische Fotografin                                                           | 90    |       |
| 29. November | Heinz Bachheimer                           | österreichischer Bordellbetreiber                                              | 76    |       |
| 29. November | Wayne Bickerton                            | britischer Sänger, Songwriter und Plattenproduzent                             | 74    |       |
| 29. November | Ottó Dóra                                  | ungarischer Politiker                                                          | 53    |       |
| 29. November | Joachim Carlos Martini                     | deutscher Musikforscher und Dirigent                                           | 84    |       |
| 29. November | Christopher Middleton                      | britischer Lyriker und Übersetzer                                              | 89    |       |
| 29. November | Buddy Moreno                               | US-amerikanischer Sänger und Gitarrist                                         | 103   |       |
| 29. November | Heinz Peter Rill                           | österreichischer Rechtswissenschaftler und Universitätsprofessor               | 80    |       |
| 29. November | Heinz-Peter Schlüter                       | deutscher Unternehmer und Fußballfunktionär                                    | 66    |       |
| 28. November | Mircea Anca                                | rumänischer Schauspieler und Regisseur                                         | 55    |       |
| 28. November | Mark Behr                                  | südafrikanischer Schriftsteller                                                | 52    |       |
| 28. November | Anna Hedwig Benna                          | österreichische Archivarin und Historikerin                                    | 94    |       |
| 28. November | Yoka Berretty                              | niederländische Schauspielerin und Sängerin                                    | 87    |       |
| 28. November | Andrea Bianchi                             | Schweizer Jurist, Bergführer und Politiker                                     | 62    |       |
| 28. November | Luc Bondy                                  | Schweizer Theaterregisseur und -intendant                                      | 67    |       |
| 28. November | Josef Breburda                             | deutscher Agrarwissenschaftler                                                 | 84    |       |
| 28. November | Richard Brousek                            | österreichischer Fußballspieler                                                | 84    |       |
| 28. November | Gerry Byrne                                | englischer Fußballspieler                                                      | 77    |       |
| 28. November | Tahir Elçi                                 | türkisch-kurdischer Rechtsanwalt und Menschenrechtler                          | 49    |       |
| 28. November | Federico O. Escaler                        | philippinischer Bischof                                                        | 93    |       |
| 28. November | Erich Hallhuber senior                     | deutscher Schauspieler und Sänger                                              | 86    |       |
| 28. November | Ivan Hlevnjak                              | jugoslawischer Fußballspieler                                                  | 71    |       |
| 28. November | Jean Joubert                               | französischer Dichter und Schriftsteller                                       | 87    |       |
| 28. November | Marjorie Lord                              | US-amerikanische Schauspielerin                                                | 97    |       |
| 28. November | Horst Naumann                              | deutscher Sprachwissenschaftler                                                | 90    | [ 1 ] |
| 28. November | Oʻtkir Sultonov                            | usbekischer Politiker                                                          | 76    |       |
| 28. November | Tomasz Tomczykiewicz                       | polnischer Politiker                                                           | 54    |       |
| 28. November | Olene S. Walker                            | US-amerikanische Politikerin                                                   | 85    |       |
| 27. November | Ernst Brandner                             | deutscher Komponist                                                            | 94    |       |
| 27. November | Karin Friedrich                            | deutsche Journalistin                                                          | 90    |       |
| 27. November | Barbro Hiort af Ornäs                      | schwedische Schauspielerin                                                     | 94    |       |
| 27. November | Léon Huber                                 | Schweizer Nachrichtensprecher                                                  | 79    |       |
| 27. November | Werner Licharz                             | deutscher Theologe, Pädagoge und Hochschullehrer                               | 77    | [ 2 ] |
| 27. November | José Benedito Simão                        | brasilianischer Bischof                                                        | 64    |       |
| 27. November | Maurice Strong                             | kanadischer Unternehmer und Diplomat                                           | 86    |       |
| 27. November | Philippe Washer                            | belgischer Tennisspieler                                                       | 91    |       |
| 26. November | Abraham Sidrak El Bishoi                   | ägyptischer Bischof                                                            | 73    |       |
| 26. November | Jorgo Bulo                                 | albanischer Philologe, Historiker und Literaturkritiker                        | 76    |       |
| 26. November | Eldzier Cortor                             | US-amerikanischer Maler und Grafiker                                           | 99    |       |
| 26. November | Jesse R. DeWitt                            | US-amerikanischer Bischof                                                      | 96    |       |
| 26. November | Norbert Gastell                            | deutscher Schauspieler und Synchronsprecher                                    | 86    |       |
| 26. November | Tommy Gilbert                              | US-amerikanischer Wrestler                                                     | 75    |       |
| 26. November | Jytte Hansen                               | dänische Schwimmerin                                                           | 83    |       |
| 26. November | Noboru Karashima                           | japanischer Historiker, Schriftsteller und Hochschullehrer                     | 82    |       |
| 26. November | Guy Lewis                                  | US-amerikanischer Basketballtrainer                                            | 93    |       |
| 26. November | Heinzpeter Moecke                          | deutscher Mediziner und Publizist                                              | 63    |       |
| 26. November | Albert Reinhard                            | deutscher Jurist und Politiker (FDP, parteilos), MdL                           | 99    |       |
| 26. November | Hans Schleußner                            | deutscher Unternehmer                                                          | 87    |       |
| 26. November | H. Khekiho Zhimomi                         | indischer Politiker                                                            | 69    |       |
| 25. November | O’Neil Bell                                | jamaikanischer Boxer                                                           | 40    |       |
| 25. November | Jeremy Black                               | britischer Admiral                                                             | 83    |       |
| 25. November | Leonhard Brockmann                         | deutscher Politiker                                                            | 80    |       |
| 25. November | Svein Christiansen                         | norwegischer Jazz-Schlagzeuger                                                 | 74    |       |
| 25. November | María del Carmen Gloria Contreras Roeniger | mexikanische Tänzerin und Choreografin                                         | 81    |       |
| 25. November | Jean Corti                                 | italienischer Musiker                                                          | 86    |       |
| 25. November | Luis Manuel Díaz                           | venezolanischer Politiker                                                      | ?     |       |
| 25. November | Eva Fuka                                   | US-amerikanische Fotografin                                                    | 88    |       |
| 25. November | Lennart Hellsing                           | schwedischer Schriftsteller und Übersetzer                                     | 96    |       |
| 25. November | Klaus-Peter Hertzsch                       | deutscher Theologe                                                             | 85    |       |
| 25. November | Johanna Jacob                              | deutsche Sängerin und Entertainerin                                            | 76    |       |
| 25. November | Claus Ocker                                | deutscher Sänger und Hochschullehrer                                           | 91    |       |
| 25. November | Marc Thomas                                | französischer Jazzmusiker                                                      | 55    |       |
| 25. November | Elmo Williams                              | US-amerikanischer Filmeditor, Filmregisseur und -produzent                     | 102   |       |
| 24. November | Consolata Bucher                           | schweizerische Zisterzienserin und Äbtissin des Klosters Frauenthal            | 73    |       |
| 24. November | Tullia Carettoni Romagnoli                 | italienische Politikerin                                                       | 96    |       |
| 24. November | John Forrester                             | britischer Historiker und Philosoph                                            | 66    |       |
| 24. November | Robert Ford                                | britischer General                                                             | 91    |       |
| 24. November | Pierre Gabriel                             | französischer Mathematiker                                                     | 82    |       |
| 24. November | Quincy Monk                                | US-amerikanischer American-Football-Spieler                                    | 36    |       |
| 24. November | Heinz Oberhummer                           | österreichischer Physiker                                                      | 74    |       |
| 24. November | Miguel Ocampo                              | argentinischer Maler                                                           | 93    |       |
| 24. November | A. S. Ponnammal                            | indische Politikerin                                                           | 82    |       |
| 24. November | Niel Tupas, Sr.                            | philippinischer Politiker                                                      | 82    |       |
| 24. November | Aurora Venturini                           | argentinische Schriftstellerin                                                 | 92    |       |
| 24. November | Warduhi Warderessjan                       | armenische Schauspielerin                                                      | 87    |       |
| 24. November | Dorothea Zucker-Franklin                   | US-amerikanische Medizinerin und Zellbiologin                                  | 86    |       |
| 23. November | Jamiluddin Aali                            | pakistanischer Schriftsteller, Journalist und Politiker                        | 90    |       |
| 23. November | Hazel Adair                                | britische Drehbuchautorin                                                      | 95    |       |
| 23. November | Pierre Bernard                             | französischer Grafiker                                                         | 73    |       |
| 23. November | Manmeet Bhullar                            | kanadischer Politiker                                                          | 35    |       |
| 23. November | Dan Fante                                  | US-amerikanischer Schriftsteller und Dramatiker                                | 71    |       |
| 23. November | Hazel Holt                                 | britische Schriftstellerin                                                     | 87    |       |
| 23. November | Kâmran İnan                                | türkischer Diplomat und Politiker                                              | 83    |       |
| 23. November | Jouni Kaipainen                            | finnischer Komponist                                                           | 58    |       |
| 23. November | Beatriz Lockhart                           | uruguayische Komponistin und Pianistin                                         | 71    |       |
| 23. November | Max Lütolf                                 | Schweizer Musikwissenschaftler                                                 | 80    | [ 3 ] |
| 23. November | Sepp Maciuszczyk                           | deutscher Musiker                                                              | 52    |       |
| 23. November | Samuel Mardian                             | US-amerikanischer Politiker und Unternehmer                                    | 96    |       |
| 23. November | Anna Mettbach                              | deutsche Holocaust-Überlebende                                                 | 89    |       |
| 23. November | Douglass North                             | US-amerikanischer Ökonom                                                       | 95    |       |
| 23. November | Lew Okun                                   | russischer Physiker                                                            | 86    |       |
| 23. November | Juan Quarterone                            | argentinischer Fußballspieler und -trainer                                     | 80    |       |
| 23. November | Cynthia Robinson                           | US-amerikanische Trompeterin und Sängerin                                      | 69    |       |
| 23. November | Willie Royster                             | US-amerikanischer Baseballspieler                                              | 61    |       |
| 23. November | Otto Schaden                               | US-amerikanischer Ägyptologe                                                   | 78    |       |
| 23. November | Yoram Tsafrir                              | israelischer Archäologe                                                        | 76/77 |       |
| 23. November | Bengt-Arne Wallin                          | schwedischer Jazzmusiker                                                       | 89    |       |
| 23. November | Paul-Michael Weinspach                     | deutscher Ingenieurwissenschaftler                                             | 80    |       |
| 23. November | Walter Schlenkenbrock                      | deutscher Bankmanager und Fußballfunktionär                                    | 90    |       |
| 22. November | Abubakar Audu                              | nigerianischer Politiker                                                       | 68    |       |
| 22. November | Henson P. Barnes                           | US-amerikanischer Politiker, Jurist und Unternehmer                            | 81    |       |
| 22. November | Arthur Brooks                              | US-amerikanischer Sänger und Songwriter                                        | 82    |       |
| 22. November | Salahuddin Quader Chowdhury                | bangladeschischer Politiker                                                    | 66    |       |
| 22. November | Mario Cornejo                              | peruanischer Bischof                                                           | 88    |       |
| 22. November | Heinold Fast                               | deutscher mennonitischer Geistlicher und Täuferforscher                        | 86    |       |
| 22. November | Manfred Harnischfeger                      | deutscher Kommunikationswissenschaftler                                        | 70    |       |
| 22. November | Dagmar Heller                              | deutsche Schauspielerin und Synchronsprecherin                                 | 68    |       |
| 22. November | Jerzy Karasiński                           | polnischer Fußballtorwart                                                      | 73    |       |
| 22. November | Anton Kausel                               | österreichischer Wirtschaftswissenschaftler                                    | 97    |       |
| 22. November | Gerhard Kraiker                            | deutscher Politikwissenschaftler                                               | 78    |       |
| 22. November | Kim Young-sam                              | südkoreanischer Politiker                                                      | 87    |       |
| 22. November | Walentin Mogilny                           | sowjetischer Kunstturner                                                       | 49    |       |
| 22. November | Ali Ahsan Mohammad Mojaheed                | bangladeschischer Politiker                                                    | 67    |       |
| 22. November | Albert Pick                                | deutscher Numismatiker                                                         | 93    |       |
| 22. November | Jürgen Poeschel                            | deutscher Jurist und Politiker                                                 | 73    |       |
| 22. November | Alfred Prucker                             | italienischer Skisportler                                                      | 89    |       |
| 22. November | Joseph Silverstein                         | US-amerikanischer Violinist und Dirigent                                       | 83    |       |
| 22. November | Ingeborg Sjöqvist                          | schwedische Wasserspringerin                                                   | 103   |       |
| 22. November | Robin Stewart                              | britischer Schauspieler                                                        | 69    |       |
| 22. November | André Waignein                             | belgischer Komponist und Dirigent                                              | 73    |       |
| 21. November | Gil Cardinal                               | kanadischer Filmemacher                                                        | 65    |       |
| 21. November | Amin Fahim                                 | pakistanischer Politiker                                                       | 76    |       |
| 21. November | Bob Foster                                 | US-amerikanischer Boxer                                                        | 77    |       |
| 21. November | Linda Haglund                              | schwedische Leichtathletin                                                     | 59    |       |
| 21. November | Hedda Herwig                               | deutsche Politikwissenschaftlerin                                              | 71    |       |
| 21. November | Adele Horin                                | australische Journalistin                                                      | ≈64   |       |
| 21. November | Heiko Krimmer                              | deutscher Theologe                                                             | 71    |       |
| 21. November | Jacques van Oortmerssen                    | niederländischer Pianist, Organist, Dirigent und Komponist                     | 65    |       |
| 21. November | Carlos Oroza                               | spanischer Dichter                                                             | 92    |       |
| 21. November | Paku Alam IX.                              | indonesischer Fürst und Politiker                                              | 77    |       |
| 21. November | Tayva Patch                                | US-amerikanische Schauspielerin                                                | 62    |       |
| 21. November | Cavit Şadi Pehlivanoğlu                    | türkischer Politiker                                                           | 88    |       |
| 21. November | Fritz Pingl                                | österreichischer Leichtathlet                                                  | 84    |       |
| 21. November | Anthony Read                               | britischer Schriftsteller, Drehbuchautor und Fernsehproduzent                  | 80    |       |
| 21. November | Germán Robles                              | spanisch-mexikanischer Schauspieler und Synchronsprecher                       | 86    |       |
| 21. November | Raymond van Schoor                         | namibischer Cricketspieler                                                     | 25    |       |
| 21. November | Dorothea Steinbruch                        | brasilianische Unternehmerin                                                   | 85    |       |
| 21. November | Zoran Ubavič                               | slowenischer Fußballspieler                                                    | 50    |       |
| 21. November | Heinrich Wänke                             | österreichisch-deutscher Chemiker                                              | 87    |       |
| 21. November | Jürgen Wolters                             | deutscher Wirtschaftswissenschaftler                                           | 75    |       |
| 20. November | Madhav Chari                               | indischer Jazzmusiker                                                          | 48    |       |
| 20. November | Nguyen Thien Dao                           | französischer Komponist                                                        | 75    |       |
| 20. November | Vlatko Dulić                               | kroatischer Schauspieler und Theaterdirektor                                   | 72    |       |
| 20. November | Adolf Eichenseer                           | deutscher Heimatpfleger und Mundartdichter                                     | 81    |       |
| 20. November | Miroslav Fiedler                           | tschechischer Mathematiker                                                     | 89    |       |
| 20. November | Néstor Isella                              | argentinisch-chilenischer Fußballspieler und -trainer                          | 78    |       |
| 20. November | Lex Jacoby                                 | luxemburgischer Schriftsteller                                                 | 85    |       |
| 20. November | Greti Kläy                                 | Schweizer Filmregisseurin, Kostümbildnerin und Kunstweberin                    | 85    |       |
| 20. November | Nancy Sandars                              | britische Archäologin                                                          | 101   |       |
| 20. November | Kitanoumi Toshimitsu                       | japanischer Sumōringer                                                         | 62    |       |
| 20. November | Swetlana Kitowa                            | sowjetische Mittelstreckenläuferin                                             | 55    |       |
| 20. November | Hans Krause                                | deutscher Schauspieler, Autor, Satiriker und Kabarettist                       | 91    |       |
| 20. November | Keith Michell                              | australischer Schauspieler                                                     | 88    |       |
| 20. November | Jan Monrad                                 | dänischer Komiker, Sänger und Entertainer                                      | 64    |       |
| 20. November | Jim Perry                                  | US-amerikanischer Fernseh- und Spielshow-Moderator                             | 82    |       |
| 20. November | Héctor Salvá                               | uruguayischer Fußballspieler und -trainer                                      | 75    |       |
| 19. November | Armand                                     | niederländischer Protestsänger                                                 | 69    |       |
| 19. November | Allen E. Ertel                             | US-amerikanischer Politiker                                                    | 78    |       |
| 19. November | Dunja Figenwald Puletić                    | jugoslawische Fernsehmoderatorin                                               | 73    |       |
| 19. November | János Herbst                               | ungarischer Fußballspieler und Politiker                                       | 59    |       |
| 19. November | Ron Hynes                                  | kanadischer Folksänger                                                         | 64    |       |
| 19. November | Dietrich Mechow                            | deutscher Schauspieler und Synchronsprecher                                    | 90    |       |
| 19. November | Günter Meißner                             | deutscher Kunsthistoriker                                                      | 79    |       |
| 19. November | Rex Reason                                 | US-amerikanischer Schauspieler                                                 | 86    |       |
| 19. November | John Theunissen                            | niederländischer Gitarrist                                                     | 66    |       |
| 19. November | Ram Krishna Trivedi                        | indischer Politiker                                                            | 94    |       |
| 19. November | Mal Whitfield                              | US-amerikanischer Leichtathlet                                                 | 91    |       |
| 19. November | John E. Zuccotti                           | italienisch-US-amerikanischer Geschäftsmann                                    | 78    |       |
| 18. November | Abdelhamid Abaaoud                         | marokkanisch-belgischer Terrorist                                              | 28    |       |
| 18. November | Dieter Bongartz                            | deutscher Schriftsteller und Drehbuchautor                                     | 64    |       |
| 18. November | Bjørn Borgen                               | norwegischer Fußballspieler                                                    | 78    |       |
| 18. November | Daniel Ferro                               | US-amerikanischer Opernsänger und Musikpädagoge                                | 94    |       |
| 18. November | Dan Halldorson                             | kanadischer Golfspieler                                                        | 63    |       |
| 18. November | Judith Hendricks                           | US-amerikanische Jazzsängerin                                                  | 78    |       |
| 18. November | Jonah Lomu                                 | neuseeländischer Rugbyspieler                                                  | 40    |       |
| 18. November | William A. Longacre                        | US-amerikanischer Archäologe                                                   | 77    |       |
| 18. November | Mack McCormick                             | US-amerikanischer Musikforscher                                                | 85    |       |
| 18. November | Werner Morlang                             | Schweizer Publizist, Literaturvermittler, Übersetzer und Autor                 | 66    |       |
| 18. November | Klaus Müntz                                | deutscher Pflanzenphysiologe und Züchtungsforscher                             | 83    |       |
| 18. November | James Prideaux                             | US-amerikanischer Dramatiker und Drehbuchautor                                 | 88    |       |
| 18. November | Rudolf von Thadden                         | deutscher Historiker                                                           | 83    |       |
| 18. November | André Valmy                                | französischer Schauspieler                                                     | 96    |       |
| 17. November | Al Aarons                                  | US-amerikanischer Jazzmusiker                                                  | 83    |       |
| 17. November | Ishtiaq Ahmad                              | pakistanischer Schriftsteller                                                  | 74    |       |
| 17. November | Igwe Aja-Nwachukwu                         | nigerianischer Politiker                                                       | 63    |       |
| 17. November | Juan Bosch                                 | spanischer Filmregisseur                                                       | 90    |       |
| 17. November | Ed Boykin                                  | US-amerikanischer Politiker und Hochschullehrer                                | 83    |       |
| 17. November | Guy Buckingham                             | britischer Ingenieur und Automobildesigner                                     | 94    |       |
| 17. November | Tom Buckley                                | US-amerikanischer Journalist, Literatur- und Filmkritiker                      | 87    |       |
| 17. November | Luiz de Carvalho                           | brasilianischer Gospelsänger                                                   | 90    |       |
| 17. November | Mario Cervi                                | italienischer Essayist und Journalist                                          | 94    |       |
| 17. November | Pino Concialdi                             | italienischer Maler                                                            | ≈69   |       |
| 17. November | John Gainsford                             | südafrikanischer Rugbyspieler                                                  | 77    |       |
| 17. November | Drago Grubelnik                            | slowenischer Skirennläufer                                                     | 39    |       |
| 17. November | Rahim Moeini Kermanshahi                   | iranischer Poet und Liedtexter                                                 | 89    |       |
| 17. November | Ruth Kestner-Boche                         | deutsche Geigerin                                                              | 99    |       |
| 17. November | John Leahy                                 | britischer Diplomat                                                            | 87    |       |
| 17. November | Mustapha Mesnaoui                          | marokkanischer Filmkritiker und Romancier                                      | 62    |       |
| 17. November | Rudolf-Konrad Graf von Montgelas           | deutscher Landwirt, Kaufmann und Stifter                                       | 76    |       |
| 17. November | Pithukuli Murugadas                        | indischer Sänger                                                               | 95    |       |
| 17. November | Heinz-Josef Nüchel                         | deutscher Politiker                                                            | 83    |       |
| 17. November | Simon Nüssel                               | deutscher Politiker                                                            | 91    |       |
| 17. November | Ashok Singhal                              | indischer Hindu-Aktivist                                                       | 89    |       |
| 17. November | David VanLanding                           | US-amerikanischer Rocksänger                                                   | 51    |       |
| 16. November | Atilla Arcan                               | türkischer Komiker und Schauspieler                                            | 70    |       |
| 16. November | Ronald Bandell                             | niederländischer Politiker                                                     | 69    |       |
| 16. November | David Canary                               | US-amerikanischer Schauspieler                                                 | 77    |       |
| 16. November | Louise Cowan                               | amerikanische Literaturkritikerin                                              | 98    |       |
| 16. November | Richard Cowan                              | US-amerikanischer Opernsänger und Festivaldirektor                             | 57    |       |
| 16. November | Ricardo Ferrero                            | argentinischer Fußballtorwart                                                  | 60    |       |
| 16. November | Nando Gazzolo                              | italienischer Schauspieler                                                     | 87    |       |
| 16. November | Michael C. Gross                           | US-amerikanischer Grafikdesigner und Filmproduzent                             | 70    |       |
| 16. November | Alfred Gunzenhauser                        | deutscher Galerist                                                             | 89    |       |
| 16. November | Baldur Hermans                             | deutscher Historiker, Theologe und Pfadfinderfunktionär                        | 77    |       |
| 16. November | Gunter Janda                               | österreichischer Priester                                                      | 81    |       |
| 16. November | Jerzy Katlewicz                            | polnischer Dirigent                                                            | 88    |       |
| 16. November | Wally Kincaid                              | US-amerikanischer Baseballtrainer                                              | 89    |       |
| 16. November | Hans Knothe                                | deutscher Mediziner                                                            | 96    |       |
| 16. November | Kwek Leng Joo                              | singapurischer Geschäftsmann                                                   | 62    |       |
| 16. November | Przemysław Maciołek                        | polnischer Gitarrist                                                           | 49    |       |
| 16. November | Alejandro Muramatsu                        | argentinisch-deutscher Physiker                                                | 63    |       |
| 16. November | Bert Olmstead                              | kanadischer Eishockeyspieler und -trainer                                      | 89    |       |
| 16. November | Hubert Paul                                | deutscher Architekt                                                            | 82    |       |
| 16. November | Glee S. Smith, Jr.                         | US-amerikanischer Politiker                                                    | 94    |       |
| 15. November | Pierre Béluse                              | kanadischer Perkussionist und Musikpädagoge                                    | 80    |       |
| 15. November | Stephen Birmingham                         | US-amerikanischer Kulturhistoriker und Schriftsteller                          | 86    |       |
| 15. November | Carmen Castillo                            | dominikanischer Baseballspieler                                                | 57    |       |
| 15. November | Dora Doll                                  | französische Schauspielerin                                                    | 93    |       |
| 15. November | Jörg Ebner                                 | deutscher Radiomoderator                                                       | 73    |       |
| 15. November | Norm Ellenberger                           | US-amerikanischer American-Football-, Basketball-, Baseballspieler und Trainer | 83    |       |
| 15. November | Hans Martin Erhardt                        | deutscher Maler und Grafiker                                                   | 80    |       |
| 15. November | George Genovese                            | US-amerikanischer Baseballspieler und Talentsichter                            | 93    |       |
| 15. November | Ralph Herberholz                           | deutscher Politiker                                                            | 77    |       |
| 15. November | Guo Jie                                    | chinesischer Leichtathlet                                                      | 103   |       |
| 15. November | Saeed Jaffrey                              | indischer Schauspieler                                                         | 86    |       |
| 15. November | Karin Labitzke                             | deutsche Meteorologin                                                          | 80    |       |
| 15. November | Nicoletta Machiavelli                      | italienische Schauspielerin                                                    | 71    |       |
| 15. November | Vincent Margera                            | US-amerikanischer Schauspieler                                                 | 59    |       |
| 15. November | Jackie McGugan                             | schottischer Fußballspieler                                                    | 76    |       |
| 15. November | Moira Orfei                                | italienische Zirkusleiterin und Schauspielerin                                 | 83    |       |
| 15. November | Cynthia Payne                              | britische Partyveranstalterin                                                  | 82    |       |
| 15. November | Annelise Pflugbeil                         | deutsche Kirchenmusikerin                                                      | 97    |       |
| 15. November | Rob van Reijn                              | niederländischer Pantomime                                                     | 86    |       |
| 15. November | Ceferino Rodríguez                         | uruguayischer Sportfunktionär                                                  | 66    |       |
| 15. November | Herbert Scarf                              | US-amerikanischer Ökonom und Mathematiker                                      | 85    |       |
| 15. November | John P. Schlegel                           | US-amerikanischer Universitätspräsident                                        | 72    |       |
| 15. November | P. F. Sloan                                | US-amerikanischer Songwriter                                                   | 70    |       |
| 15. November | Heinz Stickel                              | deutscher Fußballspieler                                                       | 66    |       |
| 15. November | Said Tarabeek                              | ägyptischer Schauspieler                                                       | 74    |       |
| 15. November | Karl-Heinz Theisen                         | deutscher Unternehmer, Kunstsammler und Kulturexperte                          | 75    |       |
| 15. November | Lauri Vaska                                | estnischer Chemiker                                                            | 90    |       |
| 14. November | Willi Reiland                              | deutscher Politiker                                                            | 82    |       |
| 14. November | Kai Atō                                    | japanischer Schauspieler                                                       | 69    |       |
| 14. November | Nick Bockwinkel                            | US-amerikanischer Wrestler                                                     | 80    |       |
| 14. November | Berugo Carámbula                           | uruguayischer Komiker                                                          | 70    |       |
| 14. November | Paul Friedhoff                             | deutscher Politiker                                                            | 72    |       |
| 14. November | K. S. Gopalakrishnan                       | indischer Filmregisseur                                                        | 86    |       |
| 14. November | Caspar Henselmann                          | deutsch-US-amerikanischer Bildhauer und Illustrator                            | 82    |       |
| 14. November | Johann Legner                              | deutscher Journalist und Buchautor                                             | 61    |       |
| 14. November | Warren Mitchell                            | britischer Schauspieler                                                        | 89    |       |
| 14. November | Ismaël Omar Mostefaï                       | französischer Terrorist                                                        | 29    |       |
| 14. November | Hisham Nazer                               | saudi-arabischer Politiker und Diplomat                                        | 83    |       |
| 14. November | Mariella Ourghi                            | deutsche Islamwissenschaftlerin                                                | 42    |       |
| 13. November | Giorgio Bambini                            | italienischer Boxer                                                            | 70    |       |
| 13. November | Bruce Dayton                               | US-amerikanischer Unternehmer und Kunstsammler                                 | 97    |       |
| 13. November | Alban Denuit                               | französischer bildender Künstler                                               | 32    |       |
| 13. November | John Robert Kuru Gray                      | neuseeländischer Bischof                                                       | 68    |       |
| 13. November | Carsten Heusmann                           | deutscher Musiker, Komponist und Musikproduzent                                | 46    |       |
| 13. November | Evangelos Maheras                          | griechischer Jurist und Politiker                                              | 97    |       |
| 13. November | Max H. Rehbein                             | deutscher Fernsehjournalist und Dokumentarfilmer                               | 97    | [ 4 ] |
| 13. November | Fabian Stech                               | deutscher Kunstkritiker und Autor                                              | 51    |       |
| 13. November | Martin Stevens                             | deutscher Politiker                                                            | 86    |       |
| 13. November | Henk Visser                                | niederländischer Leichtathlet                                                  | 83    |       |
| 13. November | Jennifer Willems                           | niederländische Schauspielerin                                                 | 68    |       |
| 13. November | Regina Zdanavičiūtė                        | litauische Schauspielerin                                                      | 90    |       |
| 12. November | Earl E. Anderson                           | US-amerikanischer General                                                      | 96    |       |
| 12. November | Iordan Angelescu                           | rumänischer Fußballspieler                                                     | 69    |       |
| 12. November | Erika Arlt                                 | deutsche Heimatforscherin                                                      | 89    |       |
| 12. November | Lucian Bălan                               | rumänischer Fußballspieler und -trainer                                        | 56    |       |
| 12. November | Sorin David                                | rumänischer Balletttänzer                                                      | 61    |       |
| 12. November | Márton Fülöp                               | ungarischer Fußballspieler                                                     | 32    |       |
| 12. November | Marie Seznec Martinez                      | französisches Model                                                            | 57    |       |
| 12. November | Peter McLeavey                             | neuseeländischer Kunsthändler                                                  | 79    |       |
| 12. November | Günter Praschak                            | österreichischer Keramiker und Hochschullehrer                                 | 74    |       |
| 12. November | Aaron Shikler                              | US-amerikanischer Porträtmaler                                                 | 93    |       |
| 12. November | Paul Stewart                               | US-amerikanischer Historiker                                                   | 89    |       |
| 12. November | Pál Várhidi                                | ungarischer Fußballspieler und -trainer                                        | 84    |       |
| 12. November | Herbert E. Wright                          | US-amerikanischer Geologe und Paläontologe                                     | 98    |       |
| 11. November | Aurel Anton                                | rumänischer Fernschachspieler                                                  | 87    |       |
| 11. November | Rita Gross                                 | US-amerikanische Religionswissenschaftlerin                                    | 72    |       |
| 11. November | Georgi Jungwald-Chilkewitsch               | russischer Filmregisseur                                                       | 81    |       |
| 11. November | Bob LaLonde                                | US-amerikanischer Politiker                                                    | 93    |       |
| 11. November | Nathaniel Marston                          | US-amerikanischer Schauspieler                                                 | 40    |       |
| 11. November | Günter Meyer                               | deutscher Eisenbahnfotograf                                                    | 88    |       |
| 11. November | Vincent Purkart                            | französischer Tischtennisspieler                                               | 79    |       |
| 11. November | Theodor J. Reisdorf                        | deutscher Schriftsteller                                                       | 80    |       |
| 11. November | Tage Skou-Hansen                           | dänischer Schriftsteller                                                       | 90    |       |
| 11. November | Ljudmila Sokolowa                          | sowjetische Fernsehmoderatorin und Schauspielerin                              | 86    |       |
| 11. November | Lu Spinelli                                | brasilianische Tänzerin und Choreografin                                       | 64    |       |
| 11. November | Phil Taylor                                | britischer Schlagzeuger                                                        | 61    |       |
| 11. November | John M. Wahr                               | US-amerikanischer Geophysiker                                                  | 64    |       |
| 11. November | Reinhold Otto Werner                       | deutscher Romanist und Lexikograf                                              | 68    |       |
| 10. November | Gene Amdahl                                | US-amerikanischer Informatiker                                                 | 92    |       |
| 10. November | David Atlas                                | US-amerikanischer Meteorologe                                                  | 91    |       |
| 10. November | John Carlill                               | britischer Admiral                                                             | 90    |       |
| 10. November | Robert Craft                               | US-amerikanischer Dirigent                                                     | 92    |       |
| 10. November | Pat Eddery                                 | irischer Jockey                                                                | 63    |       |
| 10. November | Johanna-Gerlinde Feilcke                   | deutsche Politikerin                                                           | 81    |       |
| 10. November | George Froscher                            | deutscher Schauspieler, Tänzer, Theaterregisseur und -leiter                   | 88    |       |
| 10. November | Alfred Gajan                               | deutscher Pastor und Autor                                                     | 82    |       |
| 10. November | Rudolf Gallob                              | österreichischer Politiker                                                     | 87    |       |
| 10. November | André Glucksmann                           | französischer Philosoph                                                        | 78    |       |
| 10. November | Theo Kars                                  | niederländischer Schriftsteller, Essayist und Übersetzer                       | 75    |       |
| 10. November | Winfried König                             | deutscher Geistlicher                                                          | 82    |       |
| 10. November | Jacek Natanson                             | polnischer Schriftsteller                                                      | 67    |       |
| 10. November | Wolfgang Papst                             | deutscher Mediziner                                                            | 90    |       |
| 10. November | Johannes Pujasumarta                       | indonesischer Erzbischof                                                       | 65    |       |
| 10. November | Klaus Friedrich Roth                       | britischer Mathematiker                                                        | 90    |       |
| 10. November | Helmut Schmidt                             | deutscher Politiker                                                            | 96    |       |
| 10. November | Selwyn Sese Ala                            | vanuatuischer Fußballspieler                                                   | 29    |       |
| 10. November | Alix d’Unienville                          | französische Spionin und Widerstandskämpferin                                  | 97    |       |
| 10. November | Tim Valentine                              | US-amerikanischer Politiker                                                    | 89    |       |
| 10. November | Laurent Vidal                              | französischer Triathlet                                                        | 31    |       |
| 9. November  | Carol Doda                                 | US-amerikanische Stripteasetänzerin und Schauspielerin                         | 78    |       |
| 9. November  | Ernst Fuchs                                | österreichischer Künstler                                                      | 85    |       |
| 9. November  | Rafael Mijares Alcérreca                   | mexikanischer Architekt und Kunstmaler                                         | 91    |       |
| 9. November  | Marc Richir                                | belgischer Philosoph                                                           | 72    |       |
| 9. November  | Bernd Rödl                                 | deutscher Unternehmer                                                          | 72    |       |
| 9. November  | Yolanda Sonnabend                          | britische Bühnen- und Kostümdesignerin                                         | 80    |       |
| 9. November  | Allen Toussaint                            | US-amerikanischer Musiker                                                      | 77    |       |
| 9. November  | Andy White                                 | britischer Schlagzeuger                                                        | 85    |       |
| 8. November  | Abdul Karim al-Eryani                      | jemenitischer Politiker                                                        | 81    |       |
| 8. November  | Andrei Eschpai                             | russischer Komponist                                                           | 90    |       |
| 8. November  | Luciano Gallino                            | italienischer Soziologe                                                        | 88    |       |
| 8. November  | Dora van der Groen                         | belgische Schauspielerin und Regisseurin                                       | 88    |       |
| 8. November  | Om Prakash Mehra                           | indischer Militär und Politiker                                                | 96    |       |
| 8. November  | Jürgen Stabe                               | deutscher Theologe                                                             | 77    |       |
| 7. November  | Carl-Åke Eriksson                          | schwedischer Schauspieler                                                      | 80    |       |
| 7. November  | Ernstgert Kalbe                            | deutscher Historiker                                                           | 84    |       |
| 7. November  | Pancho Guedes                              | portugiesischer Architekt, Bildhauer und Maler                                 | 90    |       |
| 7. November  | Gunnar Hansen                              | isländisch-US-amerikanischer Schauspieler                                      | 68    |       |
| 7. November  | Wilhelm Hasselbach                         | deutscher Biochemiker                                                          | 94    |       |
| 7. November  | Otto Hildebrandt                           | deutscher Bergmann und Schriftsteller                                          | 90    |       |
| 7. November  | John H. Jackson                            | US-amerikanischer Jurist                                                       | 83    |       |
| 7. November  | Rolf Kirchem                               | deutscher Admiralarzt                                                          | 90    |       |
| 7. November  | Thomas Ohlemacher                          | deutscher Sozialwissenschaftler                                                | 53    |       |
| 7. November  | Frithjof Elmo Porsch                       | deutscher SS-Mann und Buchautor                                                | 91    |       |
| 7. November  | Martin Salm                                | deutscher Manager und Vorstandsvorsitzender                                    | 60    |       |
| 7. November  | Heribert Schützeichel                      | deutscher Theologe                                                             | 81    |       |
| 7. November  | Bernhard Urbascheck                        | deutscher Biochemiker                                                          | 93    |       |
| 6. November  | Max Asam                                   | deutscher General                                                              | 79    |       |
| 6. November  | Ralph Edgar Berens                         | deutscher Ökonom                                                               | 57    |       |
| 6. November  | Bobby Campbell                             | englischer Fußballspieler und -trainer                                         | 78    |       |
| 6. November  | Ferrusquilla                               | mexikanischer Sänger und Schauspieler                                          | 96    |       |
| 6. November  | Fons Kontz                                 | luxemburgischer Sänger, Schauspieler, Regisseur und Autor                      | 71    |       |
| 6. November  | Karel Mejta senior                         | tschechoslowakischer Ruderer                                                   | 87    |       |
| 6. November  | Jitzchak Nawon                             | israelischer Politiker                                                         | 94    |       |
| 6. November  | Emil Rahm                                  | Schweizer Unternehmer und Publizist                                            | 85    |       |
| 5. November  | James Achurch                              | australischer Speerwerfer                                                      | 87    |       |
| 5. November  | George Barris                              | US-amerikanischer Automobildesigner                                            | 89    |       |
| 5. November  | Bruno Benthien                             | deutscher Geograph und Politiker                                               | 85    |       |
| 5. November  | Nora Brockstedt                            | norwegische Sängerin                                                           | 92    |       |
| 5. November  | Horst Keitel                               | deutscher Schauspieler                                                         | 88    |       |
| 5. November  | Czesław Kiszczak                           | polnischer Politiker                                                           | 90    |       |
| 5. November  | Helmut Kostal                              | deutscher Unternehmer                                                          | 70    |       |
| 5. November  | Herta Kravina                              | österreichische Schauspielerin                                                 | 92    |       |
| 5. November  | Michail Lessin                             | russischer Politiker                                                           | 57    |       |
| 5. November  | Guido Masanetz                             | deutscher Komponist                                                            | 101   |       |
| 5. November  | Hans Mommsen                               | deutscher Historiker                                                           | 85    |       |
| 5. November  | Dieter L. Scharnagl                        | deutscher Journalist                                                           | 74    |       |
| 5. November  | Paul Stefan Vogel                          | deutscher Botaniker                                                            | 90    |       |
| 5. November  | Jack R. Waser                              | Schweizer Unternehmer                                                          | 86    | [ 5 ] |
| 4. November  | Ingo von Bredow                            | deutscher Regattasegler                                                        | 75    |       |
| 4. November  | Seymour Chatman                            | US-amerikanischer Literaturkritiker, Schriftsteller und Erzählforscher         | 87    |       |
| 4. November  | Edmund Erlemann                            | deutscher Priester                                                             | 80    |       |
| 4. November  | Dante Andrea Franzetti                     | Schweizer Schriftsteller                                                       | 55    | [ 6 ] |
| 4. November  | René Girard                                | französischer Kulturanthropologe und Philosoph                                 | 91    |       |
| 4. November  | Leopold Hafner                             | deutscher Bildhauer                                                            | 85    |       |
| 4. November  | Gudrun Hauer                               | österreichische Politikwissenschaftlerin und Aktivistin                        | 62    |       |
| 4. November  | Veikko Heinonen                            | finnischer Skispringer                                                         | 81    |       |
| 4. November  | Yorifusa Ishida                            | japanischer Stadtplaner                                                        | 83    |       |
| 4. November  | Karl-Heinz Jakobs                          | deutscher Schriftsteller                                                       | 86    |       |
| 4. November  | Melissa Mathison                           | US-amerikanische Drehbuchautorin                                               | 65    |       |
| 4. November  | Hildegard Nissen                           | dänische Leichtathletin                                                        | 94    |       |
| 4. November  | Ulrich von Witten                          | deutscher Jurist                                                               | 89    | [ 7 ] |
| 4. November  | Hans Zimmermann                            | deutscher Politiker                                                            | 67    |       |
| 3. November  | Gisela Büttner                             | deutsche Politikerin                                                           | 88    |       |
| 3. November  | Adriana Campos                             | kolumbianische Schauspielerin                                                  | 36    |       |
| 3. November  | Judy Cassab                                | australische Malerin und Holocaust-Überlebende                                 | 95    |       |
| 3. November  | Howard Coble                               | US-amerikanischer Politiker                                                    | 84    |       |
| 3. November  | Helmut Dubiel                              | deutscher Soziologe                                                            | 69    |       |
| 3. November  | Jean-Bernard Eisinger                      | französischer Jazzpianist und Komponist                                        | 77    |       |
| 3. November  | Csaba Fenyvesi                             | ungarischer Degenfechter                                                       | 72    |       |
| 3. November  | Gerard Gert                                | US-amerikanischer Beamter                                                      | 95    |       |
| 3. November  | Tom Graveney                               | englischer Cricketspieler und Kommentator                                      | 88    |       |
| 3. November  | John Huguenin                              | niederländischer Fußballspieler                                                | 85    |       |
| 3. November  | Klaus Jahnke                               | deutscher Mediziner                                                            | 74    |       |
| 3. November  | František Janda                            | tschechischer Sportfunktionär                                                  | 48    |       |
| 3. November  | Lothar Meid                                | deutscher Bassist, Musikproduzent und Filmkomponist                            | 73    |       |
| 3. November  | Hasan Semih Özmert                         | türkischer Jurist                                                              | 94    |       |
| 3. November  | Paul Rose                                  | britischer Politiker                                                           | 79    |       |
| 3. November  | Ahmad Tschalabi                            | irakischer Politiker                                                           | 71    |       |
| 3. November  | Wilhelm Witte                              | deutscher Manager                                                              | 96    |       |
| 2. November  | Mike Davies                                | britischer Tennisspieler                                                       | 79    |       |
| 2. November  | Leo Hafner                                 | Schweizer Architekt                                                            | 91    |       |
| 2. November  | Omar El-Hariri                             | libyscher Politiker                                                            | ≈71   |       |
| 2. November  | Frank-Lothar Hossfeld                      | deutscher Bibelwissenschaftler                                                 | 73    | [ 8 ] |
| 2. November  | Antonio Dal Masetto                        | argentinischer Schriftsteller                                                  | 77    |       |
| 2. November  | Gene Norman                                | US-amerikanischer Konzertagent, Produzent und Impresario                       | 93    |       |
| 2. November  | Tommy Overstreet                           | US-amerikanischer Country-Sänger und Songwriter                                | 78    |       |
| 2. November  | Miroslav Poljak                            | jugoslawischer Wasserballspieler                                               | 71    |       |
| 2. November  | André Rouvière                             | französischer Politiker                                                        | 79    |       |
| 2. November  | Donald L. Shell                            | US-amerikanischer Informatiker                                                 | 91    |       |
| 2. November  | Barbara W. Snelling                        | US-amerikanische Politikerin                                                   | 87    |       |
| 2. November  | Edward Soja                                | US-amerikanischer Geograph                                                     | 75    |       |
| 2. November  | Colin Welland                              | britischer Drehbuchautor und Schauspieler                                      | 81    |       |
| 1. November  | Abdikarim Yusuf Adam                       | somalischer General                                                            | ?     |       |
| 1. November  | Bill Ballantine                            | neuseeländischer Meeresbiologe                                                 | 78    |       |
| 1. November  | Ronald Desruelles                          | belgischer Leichtathlet                                                        | 60    |       |
| 1. November  | José Fonseca e Costa                       | portugiesischer Filmregisseur                                                  | 82    |       |
| 1. November  | Walter Franke                              | deutscher Politiker                                                            | 88    |       |
| 1. November  | Anselmo Gouthier                           | italienischer Rechtsanwalt und Politiker                                       | 82    |       |
| 1. November  | Gloria Salguero Gross                      | salvadorianische Politikerin                                                   | 74    |       |
| 1. November  | Peter Heinzer                              | Schweizer Cartoonist                                                           | 70    |       |
| 1. November  | Hartmuth Horstkotte                        | deutscher Jurist und Richter                                                   | 84    |       |
| 1. November  | Houston McTear                             | US-amerikanischer Leichtathlet                                                 | 58    |       |
| 1. November  | Afzal Khan Lala                            | pakistanischer Politiker                                                       | 89    |       |
| 1. November  | Kerrie Le Gore                             | australische Dragqueen und LGBT-Aktivist                                       | 60    |       |
| 1. November  | Charles Duncan Michener                    | US-amerikanischer Entomologe                                                   | 97    |       |
| 1. November  | Brijmohan Lall Munjal                      | indischer Unternehmer                                                          | 92    |       |
| 1. November  | Raul Rekow                                 | US-amerikanischer Rockmusiker                                                  | 61    |       |
| 1. November  | Günter Schabowski                          | deutscher Politiker                                                            | 86    |       |
| 1. November  | Rudolf Scheurer                            | Schweizer Fußballspieler, -schiedsrichter und Politiker                        | 90    |       |
| 1. November  | Jürgen Schultz                             | deutscher Geograph                                                             | 81    |       |
| 1. November  | Fred Thompson                              | US-amerikanischer Schauspieler und Politiker                                   | 73    |       |